# Geronticus
Geronticus là một chi chim trong họ Threskiornithidae.

## Hình ảnh

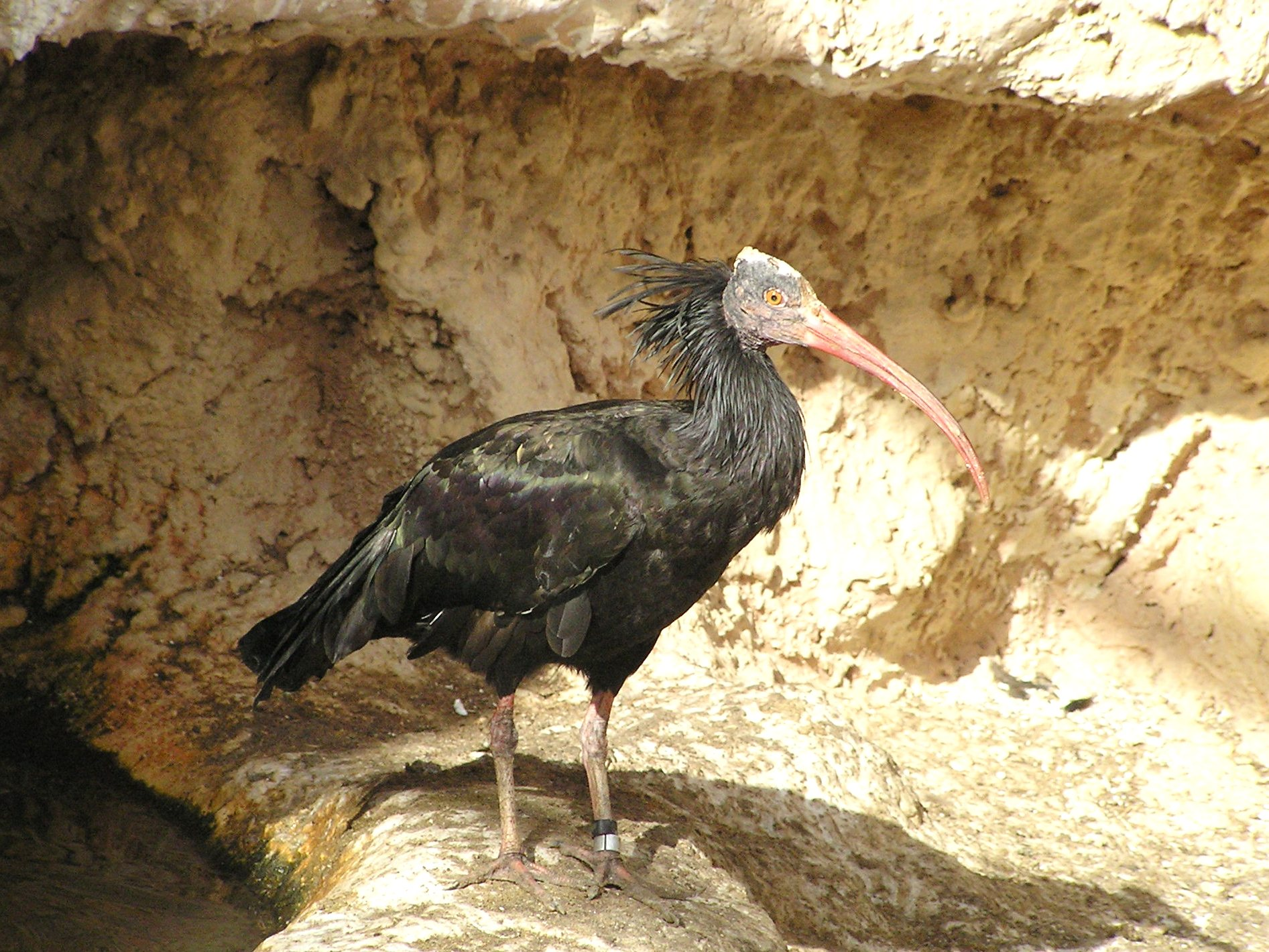
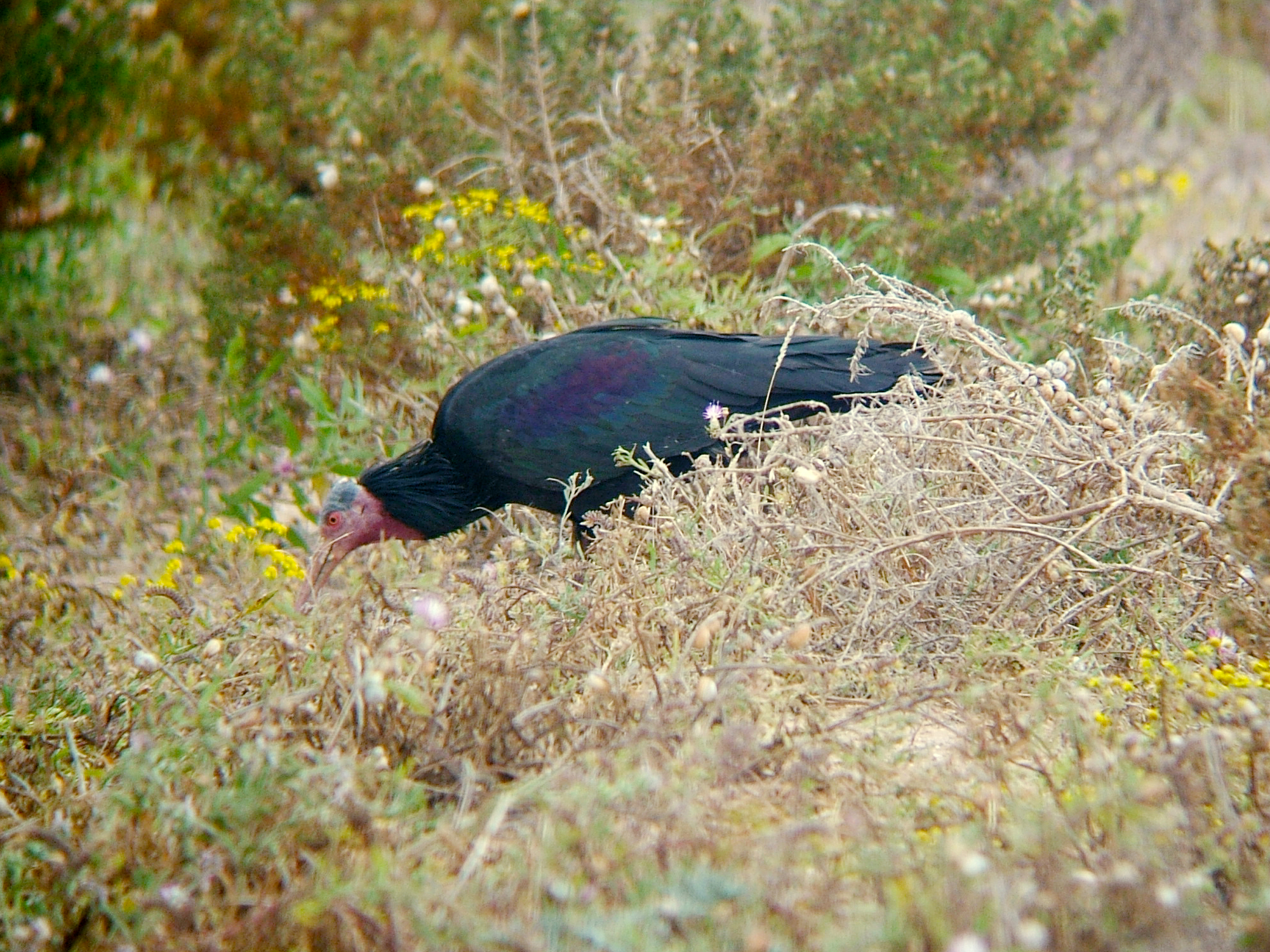
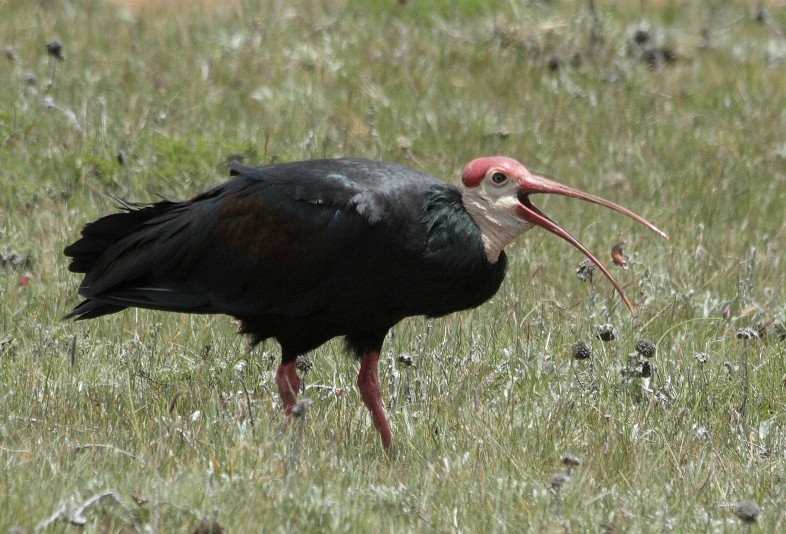
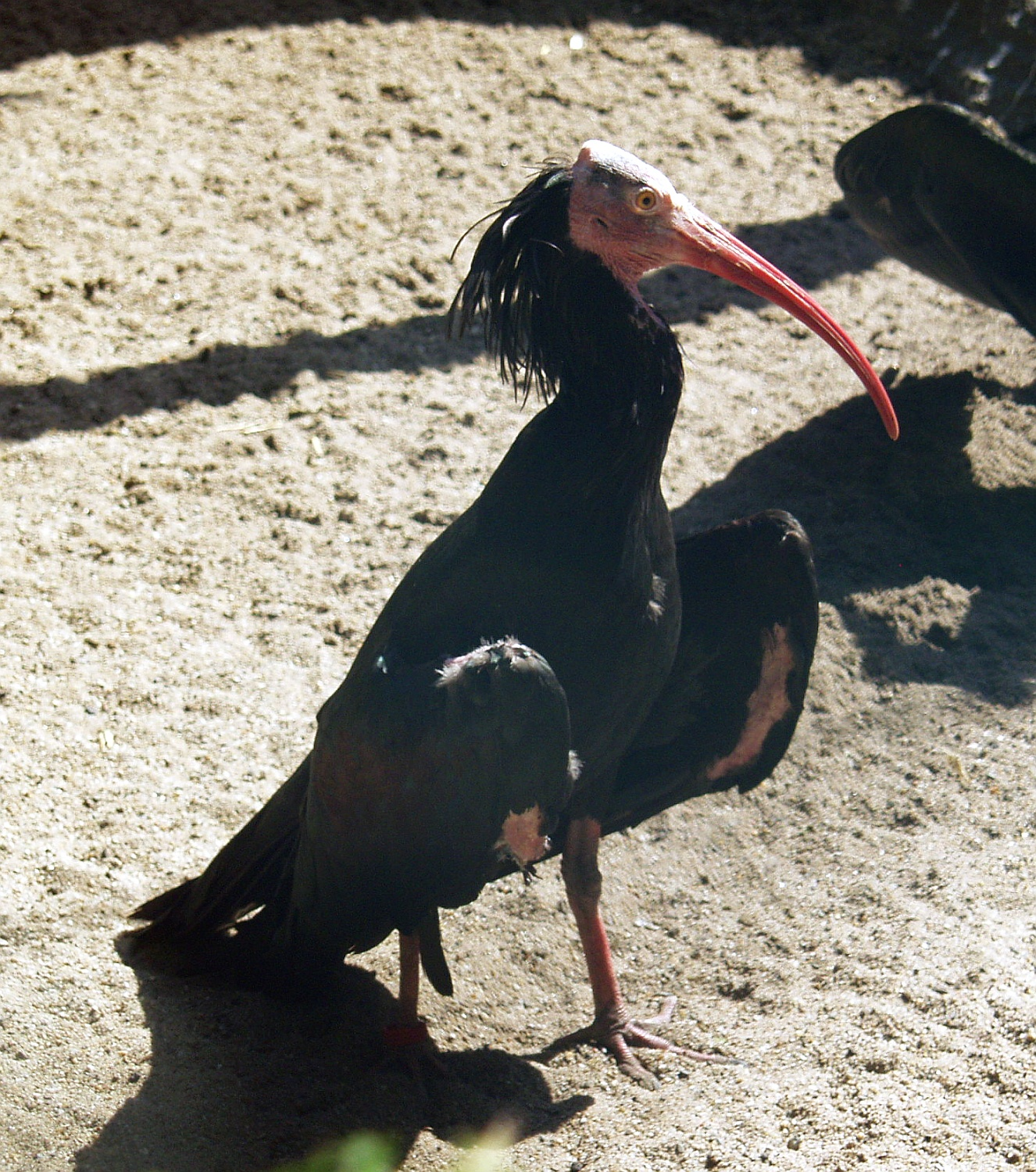
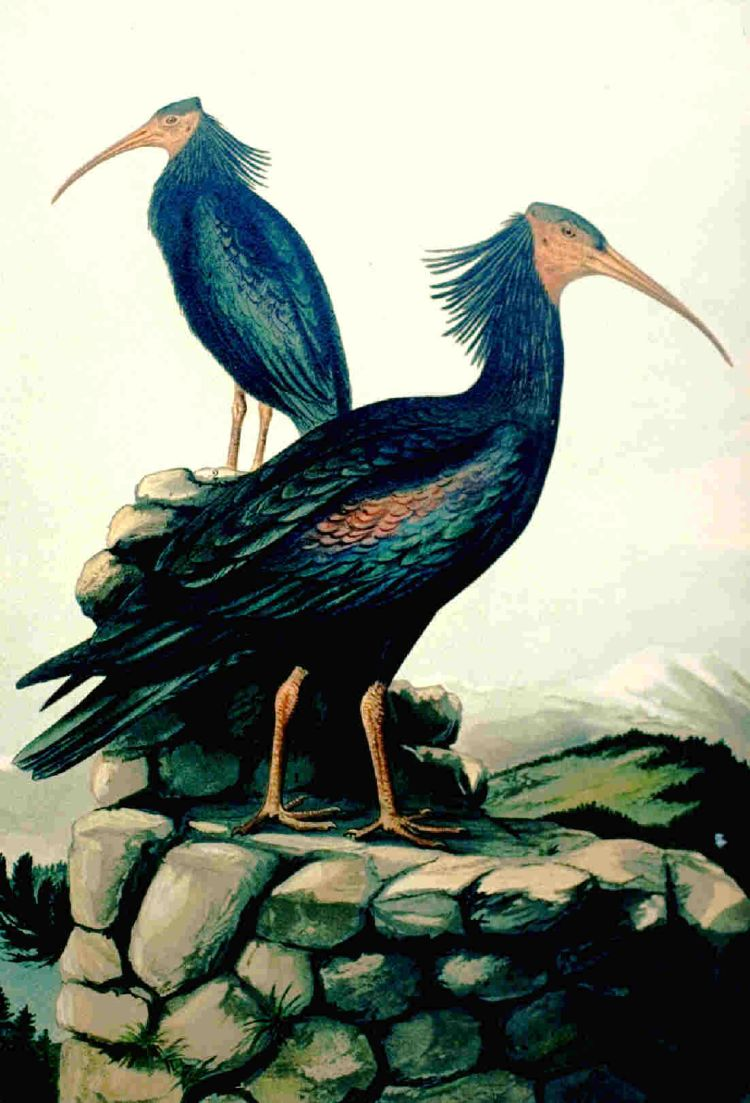
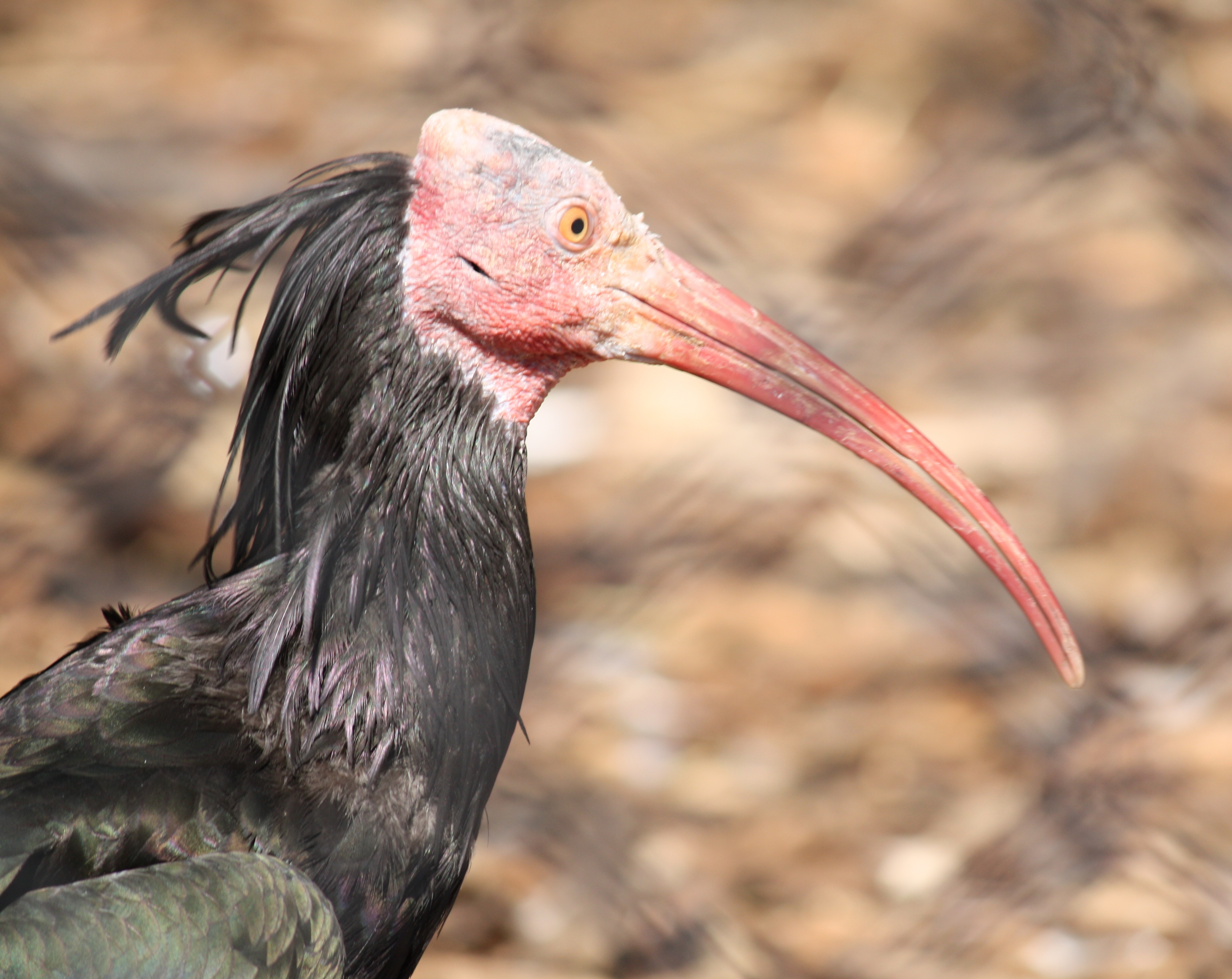